# Bernd Fischer
Bernd Fischer (Bad Endbach, 18 de dezembro de 1936 - 13 de agosto de 2020) foi um matemático alemão.
Obteve um doutorado em 1963 na Universidade de Frankfurt, orientado por Reinhold Baer, com a tese Distributive Quasigruppen endlicher Ordnung.
Foi palestrante convidado do Congresso Internacional de Matemáticos em Helsinque (1978: Sporadische endliche einfache Gruppen).